# 크라셰닌니코프 화산

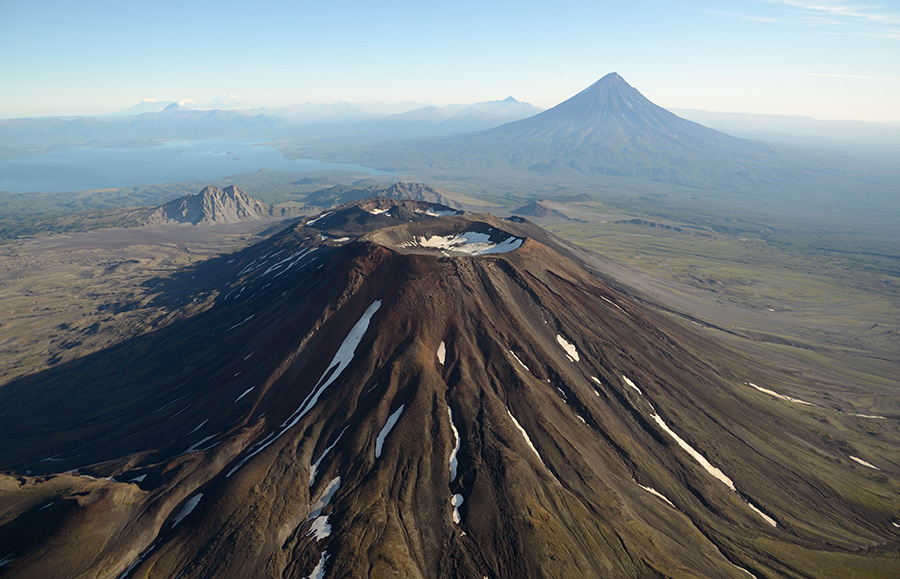
크로노츠코예 호수와 크로노츠키 화산을 배경으로 한 크라셰닌니코프 화산

크라셰닌니코프 화산(러시아어: Вулкан Крашенинникова)은 러시아 캄차카 반도 동해안의 거대한 칼데라 안에 있는 두 개의 겹쳐진 성층 화산 복합체이다. 크로노츠키 자연 보호구역에 위치하며, 크로노츠코예 호수 남쪽에 있으며 탐험가 스테판 크라셰닌니코프의 이름을 따서 명명되었다.

## 지질
쿠릴-캄차카 열도에는 60개 이상의 최근 활동 중인 화산이 있다.:383 크라셰닌니코프 화산 지괴는 세 개의 봉우리가 있는 두 개의 겹쳐진 성층 화산으로 이루어져 있으며, 가장 최근의 역사적 부분 원추형은 북쪽 원추형의 중간 북쪽 원추형이라고 불린다.:395 스미스소니언 협회의 글로벌 화산 프로그램에 따르면, 크라셰닌니코프의 2025년 이전 마지막 분출은 화산재층 분석을 사용하여 1550년으로 추정된다.
칼데라 형성 분출로 인한 테프라는 39,000년 전 다른 화산의 분출 물질 위에 놓여 있으며,:398 최근에는 약 13 km3 (3.1 cu mi)의 분출량이 북쪽으로 최대 200 km (120 mi) 떨어진 곳에 퇴적되었을 때 30,000년 전으로 날짜가 지정되었다.:S45 두 원추형 중 남쪽 원추형은 더 오래되었고 11,000년 전부터 4,500년 동안 형성되었다.:394 안산암질 용암과 테프라를 분출한 북쪽 원추형은 남쪽 원추형이 완성된 후에 형성되기 시작했으며, 대부분은 2200-2400년 전에 퇴적되었다.:392 크라셰닌니코프의 다른 분출 산물 샘플은 데이사이트로 밝혀졌다.

## 최근 활동
2025년 8월 3일, 16세기 이후 크라셰닌니코프의 첫 분출이 2025년 캄차카 지진 발생 불과 4일 만에 시작되었다.